# Alexandria Anderson
Pour les articles homonymes, voir Anderson.
Alexandria Anderson (née le 28 janvier 1987 à Chicago) est une ancienne athlète américaine spécialiste du 100 mètres. En 2013, elle se qualifie pour la finale du 100 mètres des Championnats du monde d'athlétisme de Moscou, où elle termine à la 7e place d'une course remportée par Shelly-Ann Fraser.
Elle est membre à deux reprises du relais 4 x 100 mètres américain lors des Championnats du monde d'athlétisme, en 2011 où les Etats-Unis remportent la médaille d'or (Alexandria Anderson participe aux séries, mais pas à la finale) et en 2013 (médaille d'argent).

## Biographie
Étudiante à l'Université du Texas à Austin, elle remporte la médaille d'or du relais 4 × 400 m lors des Championnats du monde juniors 2004 de Grosseto, en établissant en compagnie de ses coéquipières américaines un nouveau record du monde junior de la discipline en 3 min 27 s 60. Vainqueur de son premier titre national junior en 2006 sur 100 m en 11 s 12, elle se classe cinquième du 100 m et première du relais 4 × 100 m des Championnats du monde juniors 2006. Créditée de 11 s 07 sur 100 m en 2008, elle décroche le titre NCAA 2009 dans le temps de 11 s 20. Quatrième des Championnats des États-Unis de 2009, elle porte son record personnel sur 100 m à 11 s 02 et est sélectionnée dans l'équipe du 4 × 100 m lors des Championnats du monde de Berlin, mais l'équipe américaine est éliminée dès le premier tour à la suite d'un mauvais passage de témoin entre Alexandria Anderson et Muna Lee. 
Elle décroche son premier titre national senior en 2011 en s'imposant en salle sur 60 mètres en 7 s 12. Elle est membre du relais 4 × 100 m américain participant aux Championnats du monde 2011, grâce à sa cinquième place obtenue sur 100 m lors des championnats nationaux en plein air (11 s 07). À Daegu, Alexandria Anderson participe au premier tour des séries en tant que dernière relayeuse et permet à son équipe d'accéder à la finale. Non retenue lors de l'ultime épreuve, elle reçoit néanmoins la médaille d'or au même titre que ses coéquipières.
Alexandria Anderson bat son record  personnel au 100m en 10 s 91. 

## Palmarès
| Date | Compétition                   | Lieu             | Résultat | Épreuve   |
| ---- | ----------------------------- | ---------------- | -------- | --------- |
| 2004 | Championnats du monde juniors | Grosseto         | 1re      | 4 × 400 m |
| 2006 | Championnats du monde juniors | Pékin            | 5e       | 100 m     |
| 2006 | Championnats du monde juniors | Pékin            | 1re      | 4 × 100 m |
| 2011 | Championnats du monde         | Daegu            | 1re      | 4 × 100 m |
| 2013 | Championnats du monde         | Moscou           | 7e       | 100 m     |
| 2013 | Ligue de diamant              | Ligue de diamant | 2e       | 100 m     |
| 2014 | Relais mondiaux de l'IAAF     | Nassau           | 1re      | 4 × 100 m |

## Records
| Épreuve | Performance | Lieu       | Date          |
| ------- | ----------- | ---------- | ------------- |
| 100 m   | 10 s 91     | Des Moines | 21 juin 2011  |
| 200 m   | 22 s 58     | Austin     | 29 avril 2017 |